# Caturrita
Caturrita est un quartier (ville) de la ville brésilienne de Santa Maria, Rio Grande do Sul. Le quartier est situé dans district de Sede.

## Vilas
Le quartier (ville) possède les vilas suivantes : Caturrita, Vila Bela União, Vila Jordânia, Vila Negrine, Vila Nossa Senhora da Conceição, Vila Portão Branco, Vila Santa Rita, Vila São José.

## Situation

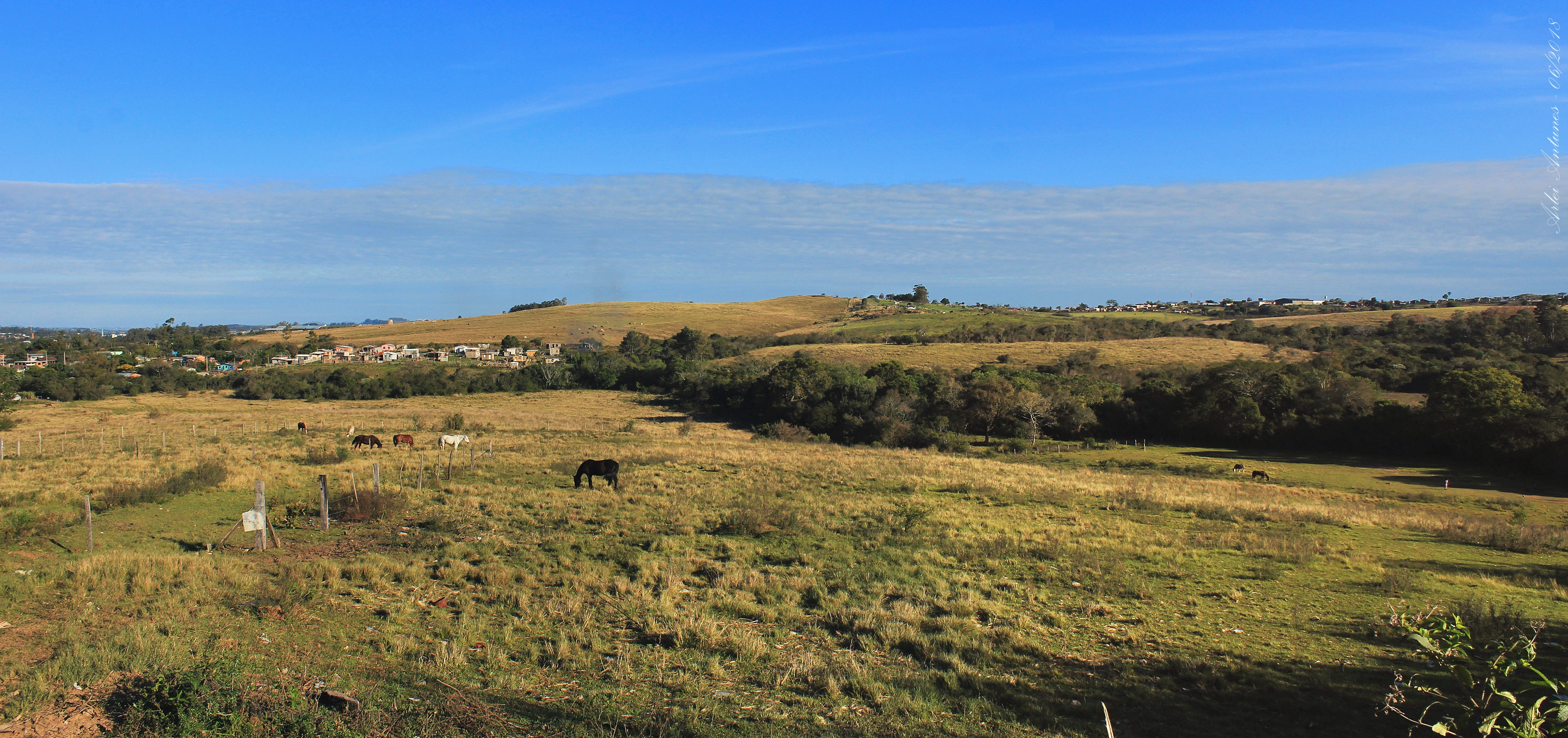
Environnement caractéristique du biome de la pampa.